# Station Quiévrain
Station Quiévrain is een spoorwegstation langs spoorlijn 97 (Bergen – Quiévrain) in de gemeente Quiévrain.
De loketten van dit station zijn nu gesloten, het is een stopplaats geworden.

## Treindienst
| Serie       | Treinsoort          | Route                                                        | Bijzonderheden                                   |
| ----------- | ------------------- | ------------------------------------------------------------ | ------------------------------------------------ |
| IC 14       | Intercity (NMBS)    | Quiévrain – Bergen – Brussel-Zuid – Leuven – Luik-Guillemins | Rijdt alleen op werkdagen.                       |
| L 4650      | L-trein (NMBS)      | Quévy – Bergen – [ Doornik – Moeskroen ] / [ Quiévrain ]     | Rijdt in het weekend tussen Bergen en Quiévrain. |
| P 7560/8560 | Piekuurtrein (NMBS) | Bergen – [ Quiévrain ] / [ Doornik ]                         | Rijdt alleen op werkdagen.                       |
| P 7800/8800 | Piekuurtrein (NMBS) | Quiévrain – Bergen – Brussel-Zuid – Schaarbeek               | Rijdt alleen op werkdagen.                       |
| P 7860/8860 | Piekuurtrein (NMBS) | Bergen – [ Quiévrain ] / [ Doornik ]                         | Rijdt alleen op werkdagen.                       |

## Galerij

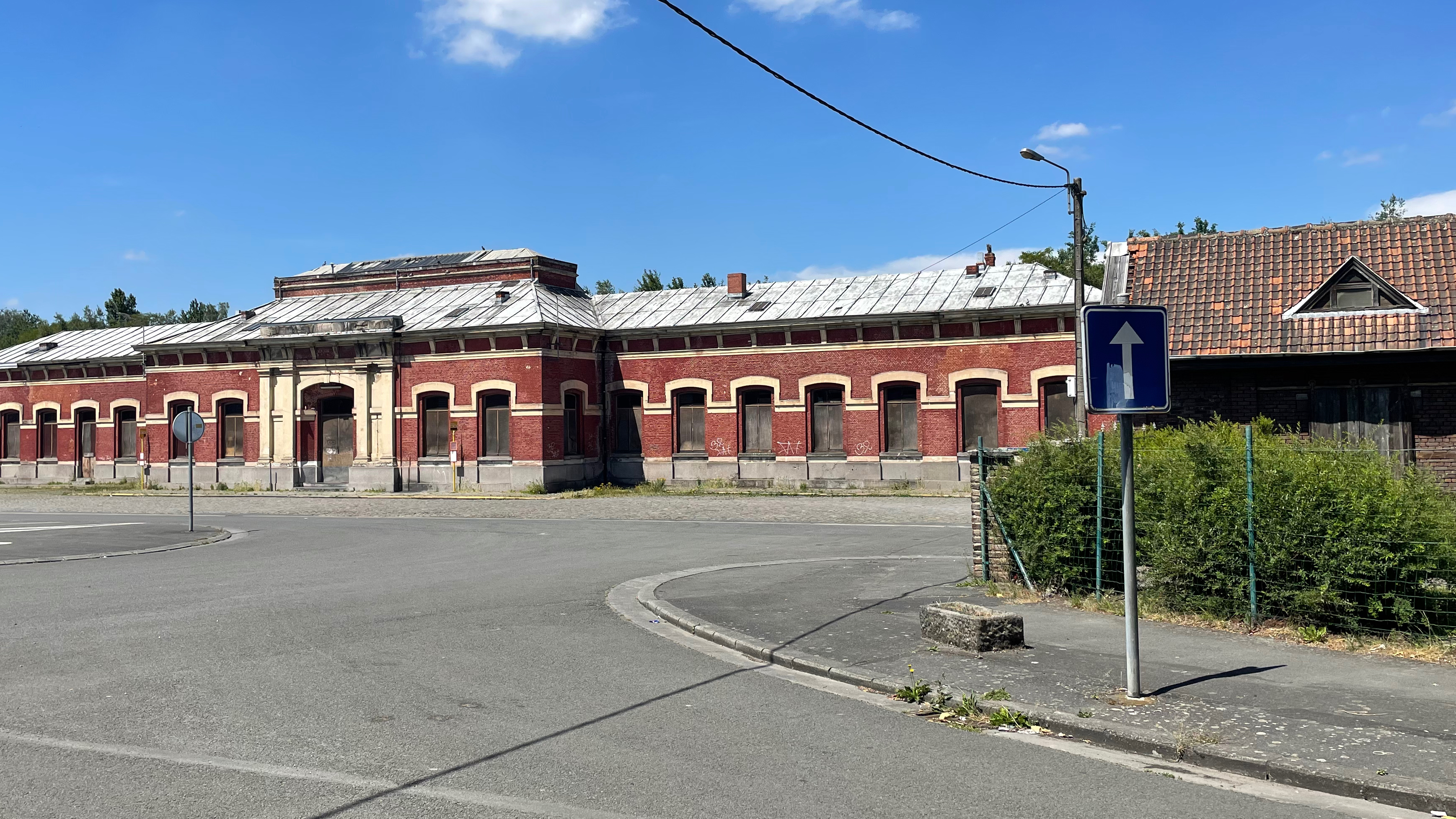
Stationsgebouw
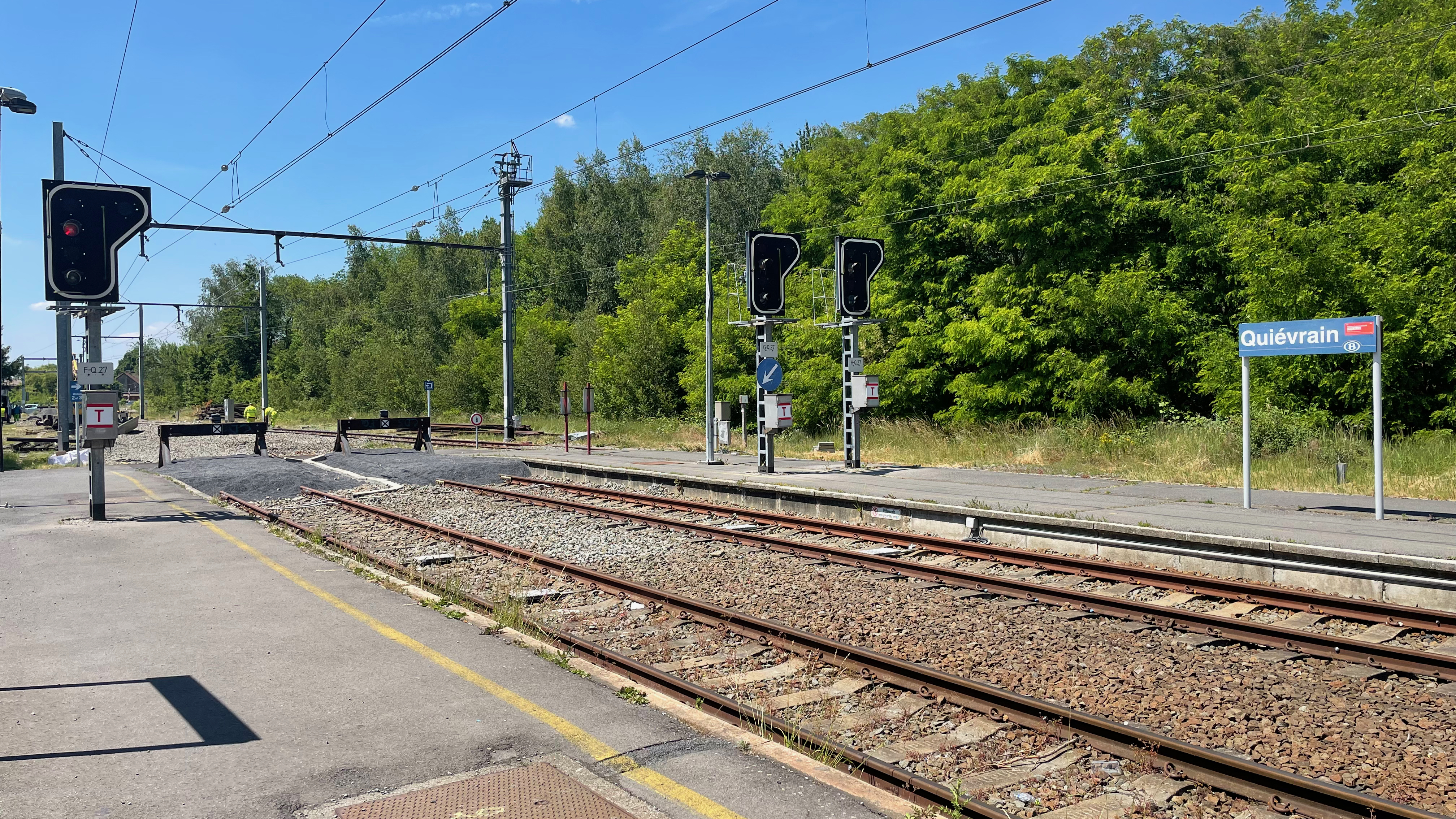
Einde spoorlijn
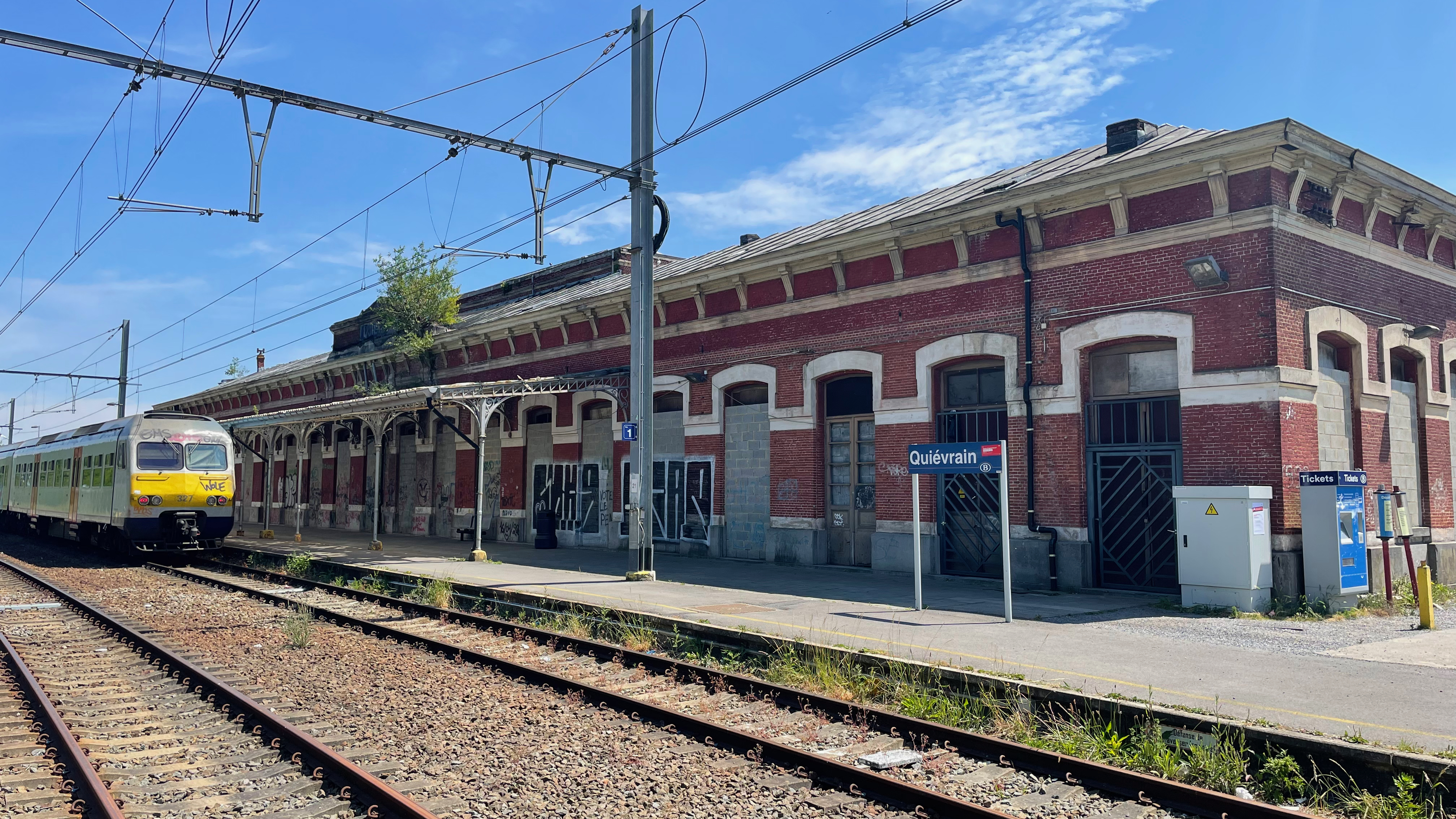
Zicht op het perron

## Reizigerstellingen
De grafiek en tabel geven het gemiddeld aantal instappende reizigers weer op een week-, zater- en zondag.
| Tabel: aantal instappende reizigers station Quiévrain | Tabel: aantal instappende reizigers station Quiévrain | Tabel: aantal instappende reizigers station Quiévrain | Tabel: aantal instappende reizigers station Quiévrain |
|                                                       | Weekdag                                               | Zaterdag                                              | Zondag                                                |
| ----------------------------------------------------- | ----------------------------------------------------- | ----------------------------------------------------- | ----------------------------------------------------- |
| 1977                                                  | 774                                                   | 200                                                   | 162                                                   |
| 1978                                                  | 729                                                   | 192                                                   | 140                                                   |
| 1979                                                  | 773                                                   | 170                                                   | 126                                                   |
| 1980                                                  | 806                                                   | 222                                                   | 161                                                   |
| 1981                                                  | 783                                                   | 221                                                   | 165                                                   |
| 1982                                                  | 808                                                   | 195                                                   | 163                                                   |
| 1983                                                  | 758                                                   | 175                                                   | 166                                                   |
| 1984                                                  | 786                                                   | 179                                                   | 182                                                   |
| 1985                                                  | 830                                                   | 224                                                   | 189                                                   |
| 1986                                                  | 814                                                   | 220                                                   | 163                                                   |
| 1987                                                  | 746                                                   | 230                                                   | 160                                                   |
| 1988                                                  | 749                                                   | 164                                                   | 171                                                   |
| 1989                                                  | 635                                                   | 128                                                   | 161                                                   |
| 1990                                                  | 854                                                   | 173                                                   | 155                                                   |
| 1991                                                  | 531                                                   | 179                                                   | 180                                                   |
| 1992                                                  | 823                                                   | 185                                                   | 185                                                   |
| 1993                                                  | 710                                                   | 141                                                   | 152                                                   |
| 1994                                                  | 719                                                   | 172                                                   | 190                                                   |
| 1995                                                  | 686                                                   | 171                                                   | 100                                                   |
| 1996                                                  | 681                                                   | 160                                                   | 127                                                   |
| 1997                                                  | 748                                                   | 163                                                   | 123                                                   |
| 1998                                                  | 649                                                   | 156                                                   | 142                                                   |
| 1999                                                  | 894                                                   | 133                                                   | 124                                                   |
| 2000                                                  | 613                                                   | 162                                                   | 123                                                   |
| 2001                                                  | 1 258                                                 | 152                                                   | 135                                                   |
| 2002                                                  | 758                                                   | 147                                                   | 129                                                   |
| 2003                                                  | 681                                                   | 193                                                   | 148                                                   |
| 2004                                                  | 629                                                   | 188                                                   | 126                                                   |
| 2005                                                  | 721                                                   | 200                                                   | 162                                                   |
| 2006                                                  | 808                                                   | 168                                                   | 128                                                   |
| 2007                                                  | 574                                                   | 204                                                   | 180                                                   |
| 2008                                                  | -                                                     | -                                                     | -                                                     |
| 2009                                                  | 530                                                   | 176                                                   | 171                                                   |
| 2010                                                  | -                                                     | -                                                     | -                                                     |
| 2011                                                  | -                                                     | -                                                     | -                                                     |
| 2012                                                  | 537                                                   | 201                                                   | 254                                                   |
| 2013                                                  | 518                                                   | 150                                                   | 146                                                   |
| 2014                                                  | 525                                                   | 170                                                   | 167                                                   |
| 2015                                                  | 472                                                   | 174                                                   | 140                                                   |
| 2016                                                  | 406                                                   | 132                                                   | 130                                                   |
| 2017                                                  | 492                                                   | 199                                                   | 197                                                   |
| 2018                                                  | 362                                                   | 233                                                   | 108                                                   |
| 2019                                                  | 403                                                   | 165                                                   | 183                                                   |
| 2020                                                  | 261                                                   | 146                                                   | 111                                                   |
| 2021                                                  | -                                                     | -                                                     | -                                                     |
| 2022                                                  | 364                                                   | 157                                                   | 152                                                   |
| 2023                                                  | 418                                                   | 243                                                   | 238                                                   |
| 2024                                                  | 364                                                   | 248                                                   | 140                                                   |

## Spraakgebruik:Outre-Quiévrain

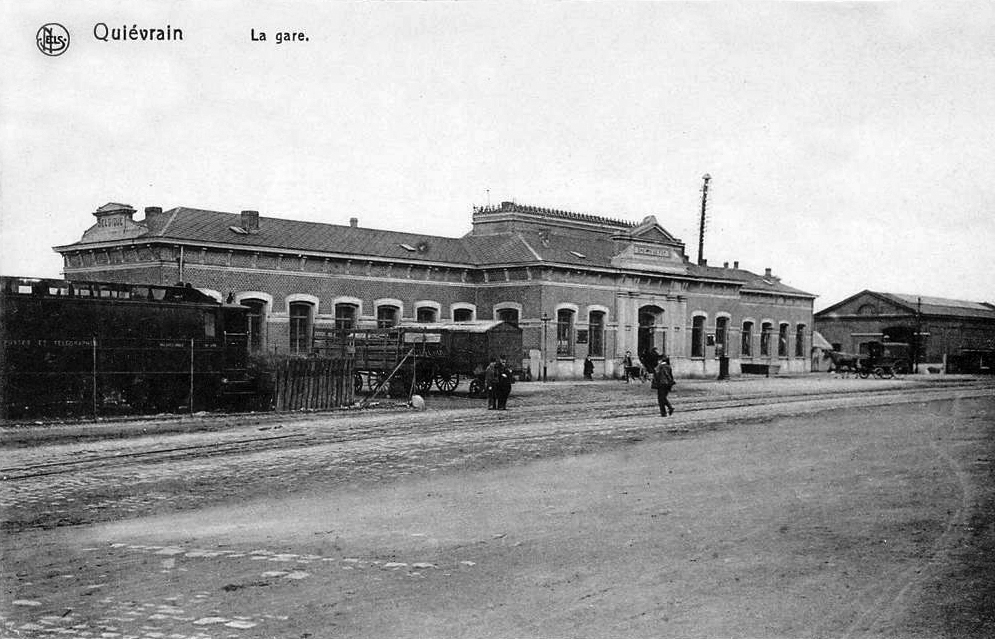
Het nog steeds bestaande station van Quiévrain

Bij het openen van de rechtstreekse spoorverbinding tussen Brussel en Parijs (1842) was het station Quiévrain de plaats waar de grenscontrole gebeurde. Zowel in België als in Frankrijk werd "voorbij Quiévrain" al snel een manier om naar het buurland te verwijzen. Op treinen vanuit Parijs gebeurde de controle feitelijk in het Franse station Blanc-Misseron, maar dit is nooit spreekwoordelijk geworden. De uitdrukking "outre-Quiévrain" heeft stand gehouden, ook al zijn de rechtstreekse treinen maar vijftien jaar langs daar gepasseerd.
0,0: Bergen ·
4,7: Jemappes ·
6,9: Quaregnon ·
9,5: Saint-Ghislain ·
10,9: Boussu ·
13,2: Hainin ·
14,8: Thulin ·
19,5: Quiévrain
0,0: Bergen ·
2,0: Cuesmes ·
6,2: Flénu-Central ·
6,9: Flénu-Produits ·
9,7: Pâturages ·
10,4: Wasmes ·
11,0: Petit-Wasmes ·
12,3: Warquignies ·
13,7: Warquignies-Clinique ·
14,9: Boussu-Bois ·
17,2: Dour ·
19,2: Elouges ·
23,8: Quiévrain